# Веслувальний канал (Тернопіль)
Веслувальний канал у Тернополі розташований біля мікрорайону «Пронятин» у західній частині Тернопільського ставу в місці впадіння річки Серету.

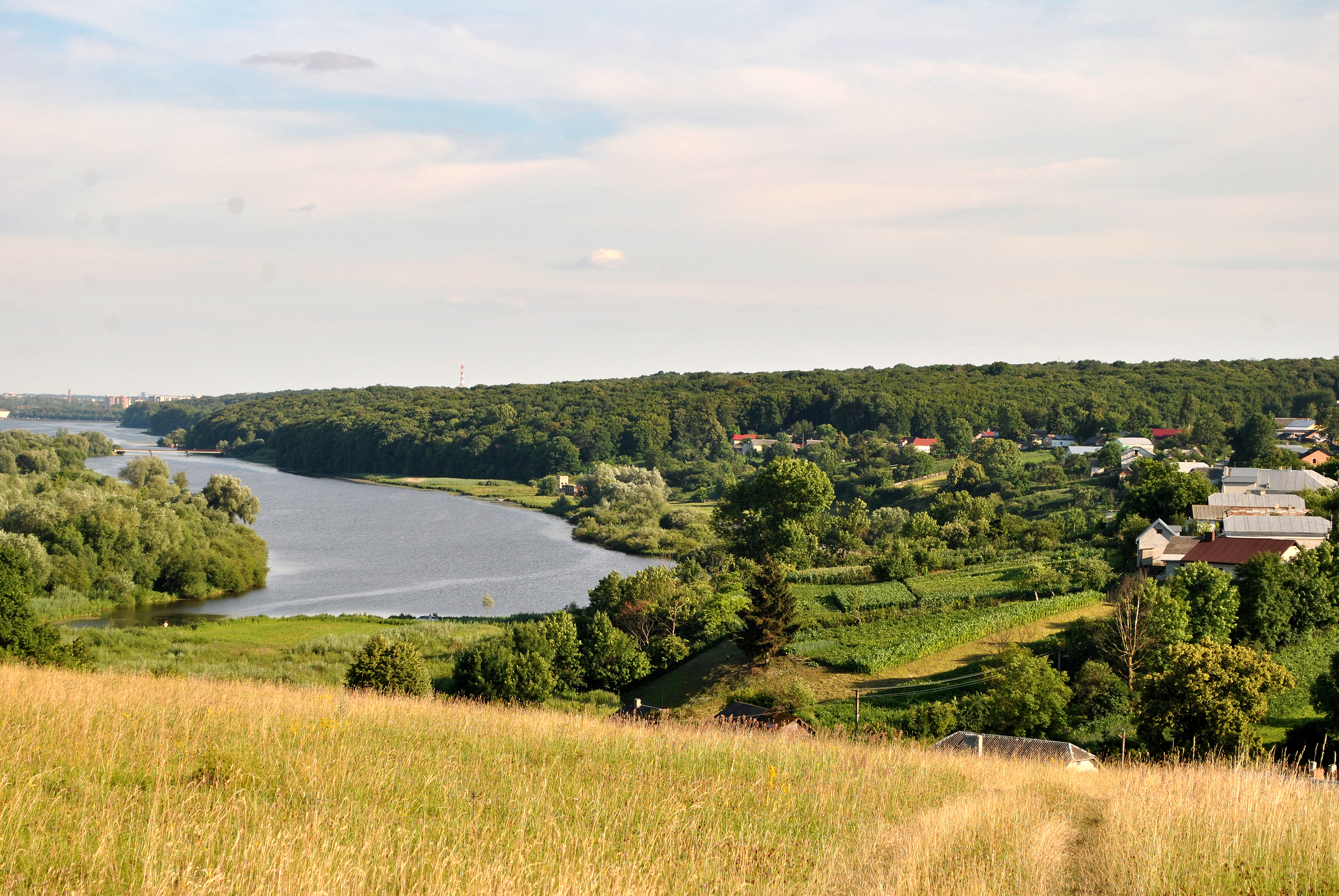
Вигляд на веслувальний канал, 2015 рік

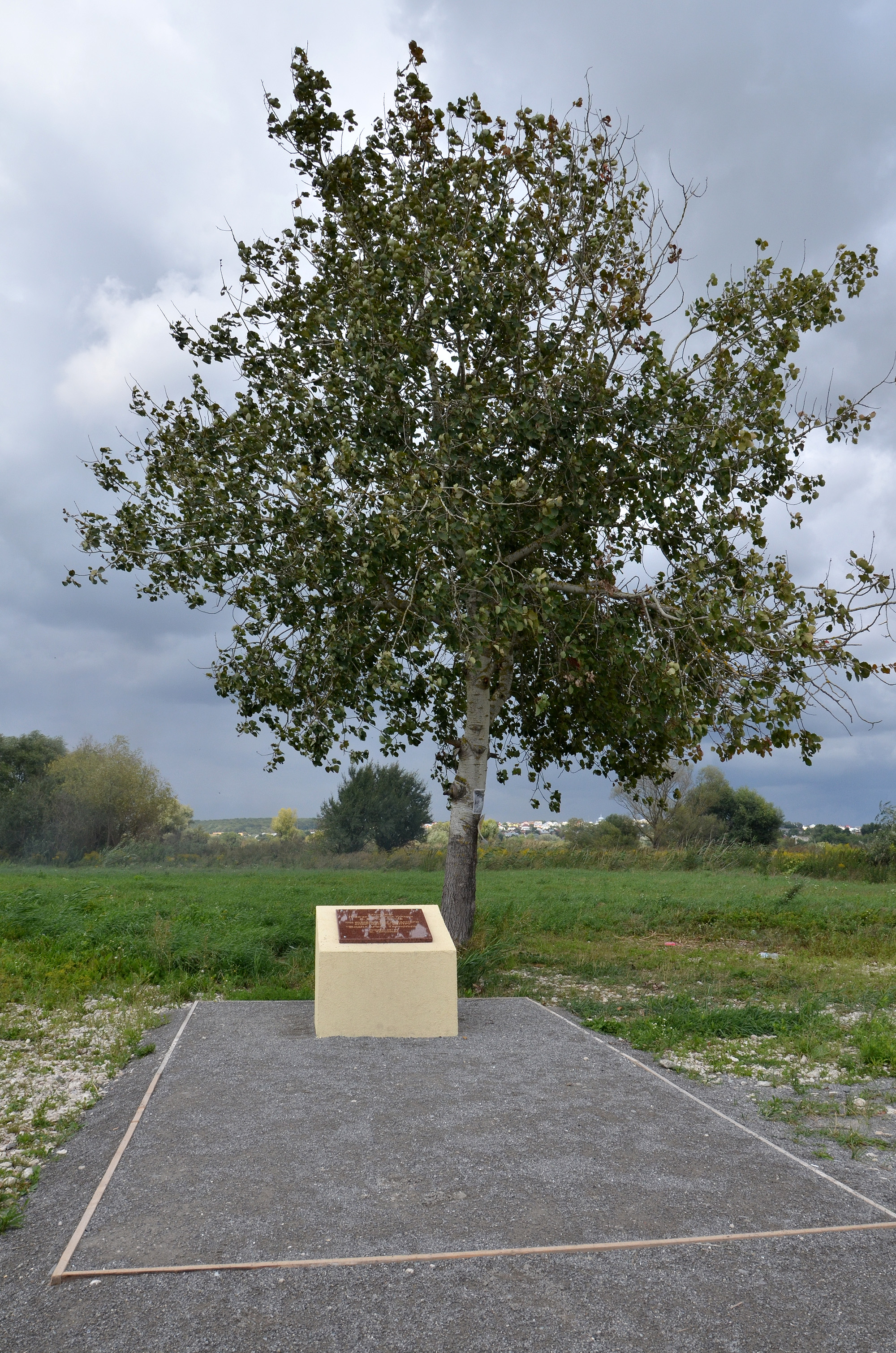
Капсула під будівництво Водної арени «Тернопіль», яку заклав Володимир Гройсман

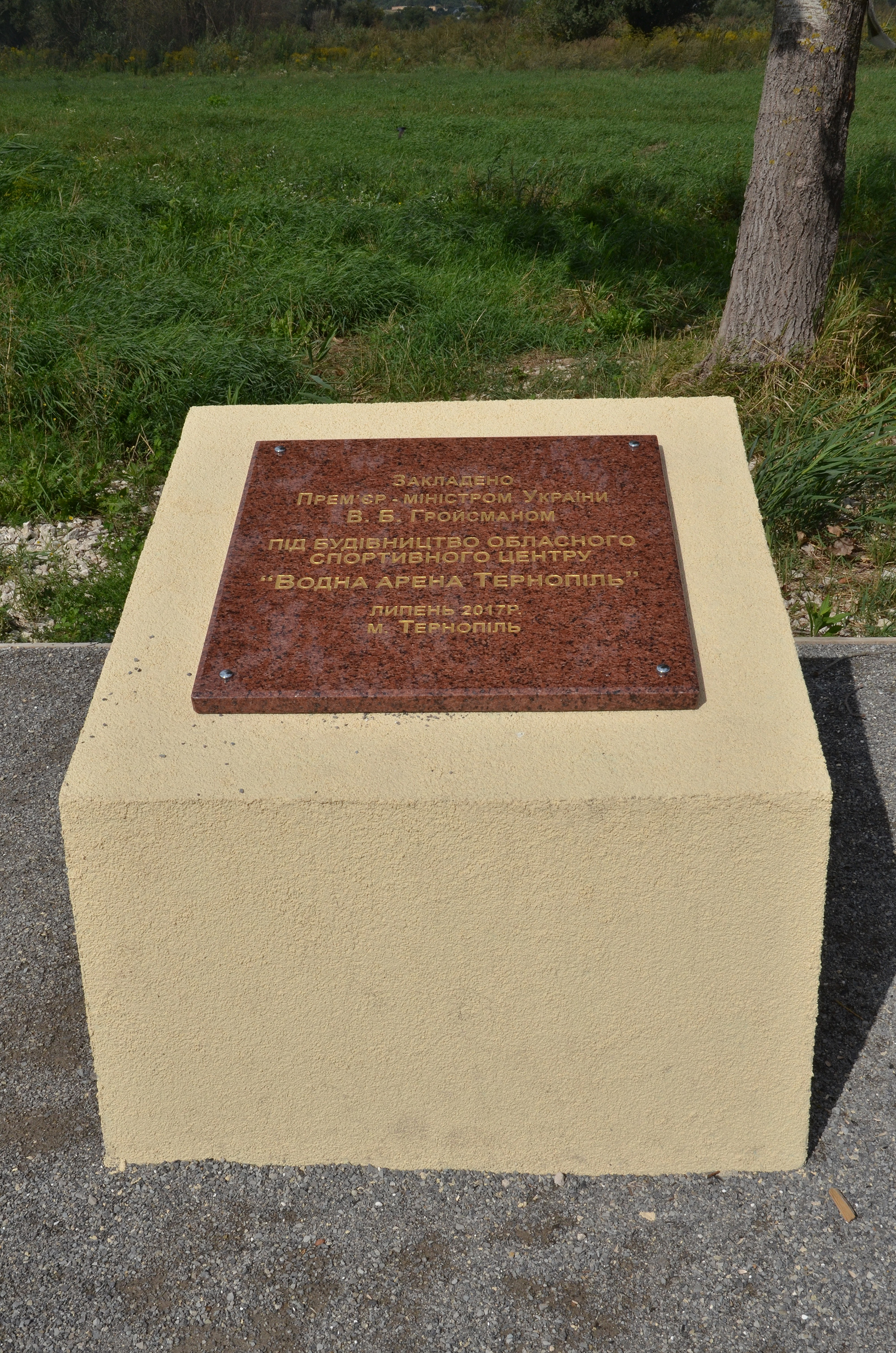
Капсула під будівництво «Водної арени Тернопіль»

Є тренувальною базою тернопільських веслувальників.
Розміри — 1440 метрів довжини і 120 метрів ширини.

## Відомості
Спорудження веслувального каналу розпочали в 1989 році. До 1992 стан готовності був 90 %. Він мав стати ареною для проведення міжнародних регат та змагань всесоюзного і республіканського рівня. Були побудовані трибуни, стояла підстанція, освітленням, лінія електропередач, бордюри, асфальтована дорога, всі земляні роботи. Канал на той час був завдовжки тисячу метрів, шириною — 60. Але його так і не здали в експлуатацію.

### «Водна арена Тернопіль»
Розпорядженням голови Тернопільської обласної державної адміністрації Степана Барни від 10 липня 2015 року скасовано розпорядження голови ТОДА Валентина Хоптяна від 18 листопада 2013 № 559-од «Про передачу в оренду земельної ділянки державної власності комунальному підприємству Тернопільської міської ради „Масив“ на території Білецької сільської ради Тернопільського району» і на базі веслувального каналу планують створити Центр водних видів спорту.
Також крім веслувального каналу, заплановано побудувати футбольні та легкоатлетичні поля, сектори для стрибунів та метальників.
Підготовлена проектно-кошторисна документація обласного спортивного центру «Водна арена Тернопіль» і перший етап робіт планують розпочати вже 2017 року. Вартість першого етапу робіт сягає 17 млн гривень, частину коштів виділять із міського бюджету (7 млн), решту профінансує державний фонд регіонального розвитку. Друга черга проекту запланована на 2018 рік. Загальна вартість проекту «Водної арени» — понад 35 млн грн.
Капсулу під будівництво «Водної арени Тернопіль» заклали 21 липня 2017 року голова Тернопільської ОДА Степан Барна, міський голова Тернополя Сергій Надал за участю прем'єр-міністра України Володимира Гройсмана. Міська школа водних видів спорту перебуватиме на балансі міста.